# スタイリスト
スタイリスト（stylist）は、映画・テレビ番組・写真などの出演者が身につける衣裳やアクセサリー小物などを集め、髪型を含めて、その場面に合ったコーディネートをする職業である。

## 語義
フランス語のスティリスト styliste に由来する。広義には「スタイル」を扱う者全般を意味する。古い意味は「名文家」、すなわち「文章のスタイル」を扱う者である (literary stylist)。
本来の欧米での職業は、日本語における「ファッションデザイナー」であり服飾の意匠設計者という意味である。

## 概要
テレビ業界や出版社との仕事が多く、表舞台に出る俳優やモデルといった人物を雰囲気に合わせて演出する職業であるため、一見華やかに見えるがアシスタント時代はアイロンがけや荷物持ちといった仕事が多く、プロになってからも1日のうちにクライアントとの打ち合わせや衣裳集めのためのお店回り、アイロンがけといった服の管理や撮影の準備などファッションセンスや情報収集力だけでなく体力面も重視される職業である。スタイリストになるには特別な資格は必要ないが、ファッション関係の学校に通い、スタイリストを扱う事務所に所属するか、フリーのスタイリストのアシスタントになり経験を積むのが一般的である。
　

## 日本独自の職業名称
日本では、美容室の美容師がスタイリストと名乗ったり、フードスタイリストなどと衣食住の様々な業種や、民間資格に○○スタイリストと付加しているものがあるのは、日本のコーディネーター的なスタイリスト業からの派生であり、欧米の言語に対する無知である。それらは、和製英語の職業名であり、海外で使用しても理解されない。